# Локк, Сондра
Сондра Локк, наст. имя Сондра Луис Андерсон, урождённая Смит (англ. Sondra Locke; 28 мая 1944 — 3 ноября 2018) — американская актриса
, режиссёр, певица
.

## Биография

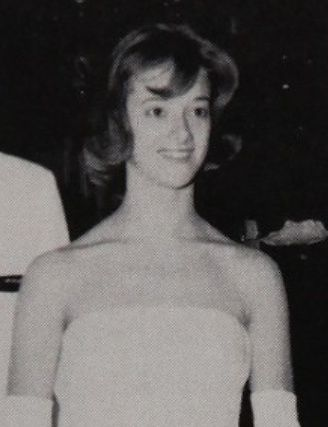
Сондра Локк на фото из выпускного альбома, 1961 год

Родилась в штате Теннесси, округ Бедфорд, в городе Шелбивилл. Её отец Раймонд Смит служил в армии, мать Паулина Бэйл работала на карандашной фабрике. В 1965 году после окончания школы она поступила в университет, но через год бросила учёбу ради артистической карьеры. В 1967 году снялась в фильме «Сердце — одинокий охотник» в роли Мик Келли. За эту роль в 1968 году она номинировалась на премию «Оскар», как за лучшую женскую роль второго плана. В 1967 году она вышла замуж за своего школьного друга Гордона Андерсона, который был геем. Причём сама Сондра Локк об этом знала. Впоследствии в своей автобиографии Сондра Локк писала, что никаких сексуальных отношений между ними не было. Позднее они расстались, но официально не разводились и остались друзьями.
В 1976 году Сондра Локк снялась в фильме «Джоси Уэйлс — человек вне закона» вместе с Клинтом Иствудом. Со времени съёмок фильма у неё с ним завязались отношения, которые продолжались 14 лет. За это время она снялась в нескольких фильмах Иствуда, а также он продюсировал съёмки двух её фильмов. В 1990 году они расстались, причём Сондра Локк обратилась в суд с требованием взыскать с Иствуда 1 300 000 долларов. Кроме того, она утверждала, что Иствуд заставил её сделать два аборта и провести перевязку маточных труб.
В 1990 году у Сондры Локк был диагностирован рак молочной железы и ей пришлось пройти длительный курс лечения, включая двойную мастэктомию и химиотерапию.
В 1993 году она обратилась в суд с иском к компании «Warner Bros.», в котором указывалось, что компания подсунула ей фиктивный контракт и не собиралась продюсировать её фильмы и давать ей режиссёрские полномочия, потому что настоящий контракт был выкуплен Клинтом Иствудом. В 1999 году они завершили тяжбы, урегулировав свои отношения.
За время своей творческой карьеры снялась в целом ряде фильмов, снималась в телевизионных сериалах, а также сняла 4 фильма.
С 1999 года она окончательно отошла от карьеры в кино.
Актриса скончалась в своем доме в Лос-Анджелесе 3 ноября 2018 года, но известно об этом стало только спустя месяц. Причиной смерти стала остановка сердца, вызванная осложнениями в результате рака молочной железы и костей.

## Фильмография

### Актёрские работы
| Год       |    | Русское название                 | Оригинальное название             | Роль                 |
| --------- | -- | -------------------------------- | --------------------------------- | -------------------- |
| 1968      | ф  | Сердце — одинокий охотник        | The Heart Is a Lonely Hunter      | Мик Келли            |
| 1970      | ф  | —                                | Cover Me Babe                     | Мелисса              |
| 1971      | ф  | Уиллард                          | Willard                           | Джоан                |
| 1972      | с  | Ночная галерея                   | Night Gallery                     | Шейла Грей           |
| 1973      | ф  | Отражение страха                 | A Reflection of Fear              | Маргарита            |
| 1973      | с  | ФБР                              | The F.B.I.                        | Реджина Мейсон       |
| 1973      | с  | —                                | The ABC Afternoon Playbreak       | Нора Селлс           |
| 1973—1975 | с  | Кеннон                           | Cannon                            | Стейси Мёрдок / Триш |
| 1974      | тф | —                                | The Gondola                       | Джеки                |
| 1974      | с  | Кунг-фу                          | Kung Fu                           | Гвинет Дженкинс      |
| 1974      | ф  | Второе пришествие Сюзенн         | The Second Coming of Suzanne      | Сюзенн               |
| 1974      | с  | Планета обезьян                  | Planet of the Apes                | Эми                  |
| 1975      | с  | Барнаби Джонс                    | Barnaby Jones                     | Алиша                |
| 1976      | с  | —                                | Joe Forrester                     | безымянная роль      |
| 1976      | ф  | Джоси Уэйлс — человек вне закона | The Outlaw Josey Wales            | Лора Ли              |
| 1977      | ф  | Смертельная игра                 | Death Game                        | Агата Джексон        |
| 1977      | ф  | Проклятье горы демонов           | The Shadow of Shakira             | Друсилла Уилкокс     |
| 1977      | ф  | Сквозь строй                     | The Gauntlet                      | Гус Мэлли            |
| 1978      | ф  | Как ни крути — проиграешь        | Every Which Way But Loose         | Линн Хелси-Тейлор    |
| 1979      | тф | Дружба, cекреты и ложь           | Friendships, Secrets and Lies     | Джесси               |
| 1980      | ф  | Бронко Билли                     | Bronco Billy                      | Антуанетта Лилли     |
| 1980      | ф  | Как только сможешь               | Any Which Way You Can             | Линн Хелси-Тейлор    |
| 1982      | тф | —                                | Rosie: The Rosemary Clooney Story | Розмари Клуни        |
| 1983      | ф  | Внезапный удар                   | Sudden Impact                     | Дженифер Спенсер     |
| 1984      | с  | Непридуманные истории            | Tales of the Unexpected           | Эдна                 |
| 1985      | с  | Удивительные истории             | Amazing Stories                   | Ванесса Салливан     |
| 1986      | ф  | Мальчик-крыса                    | Ratboy                            | Никки Моррисон       |
| 1999      | ф  | Чистые деньги                    | Clean and Narrow                  | Бетси Брэнд          |
| 2000      | ф  | Пророк смерти                    | The Prophet’s Game                | Адель Хайсмит        |
| 2017      | ф  | Рэй встречает Хелен              | Ray Meets Helen                   | Хелен                |

### Режиссёрские работы
- 1986 — Мальчик-крыса / Ratboy
- 1990 — Порыв / Impulse
- 1995 — Смерть в малых дозах / Death in Small Doses
- 1997 — Без тормозов / Trading Favors